# كوتاكو
 كوتاكو (بالإنجليزية: Kotaku)‏ هو موقع ألعاب فيديو ومدونة تم إطلاقها في الأصل عام 2004 كجزء من شبكة غاوكر ميديا. اشترت شركة يونيفيجن كوميونكيشنز غاوكر ميديا في أغسطس 2016 وأعادت تسميتها باسم غيزمودو ميديا جروب، والتي أعيدت تسميتها فيما بعد باسم جي/أو ميديا.

## روابط خارجية
- الموقع الرسمي